# Nunnor på rymmen
Nunnor på rymmen (originaltitel: Nuns on the Run) är en brittisk komedifilm från 1990, i regi av Jonathan Lynn.

## Handling
Brian och Charlie är två småkriminella som börjar tröttna på sitt "jobb". När det kommer fram till deras boss att de vill lämna det kriminella gänget, vet de att de kommer att få problem. Efter att de har deltagit i ett rån mot Triads och stulit deras drogpengar bestämmer de sig för att behålla pengarna själva. I panik flyr de in i ett närliggande nunnekloster. Då Brian och Charlie nu är eftersökta av både polisen, Triads och sin förra boss vågar de inte lämna klostret, istället bestämmer de sig för att stanna kvar och bli nunnor.

## Rollista i urval
- Eric Idle – Brian Hope
- Robbie Coltrane – Charlie McManus
- Camille Coduri – Faith